# Твердохлебовская волость
Твердохлебовская волость — историческая административно-территориальная единица Богучарского уезда Воронежской губернии с центром в слободе Твердохлебовка.
По состоянию на 1880 год состояла из 7 поселений, 6 сельских общин. Население — 13 674 лица (6898 мужского пола и 6776 — женской), 1847 дворовых хозяйств.
|                       | Площадь, десятин | В том числе пахотной, дес. |
| --------------------- | ---------------- | -------------------------- |
| Сельских общин        | 30679            | 28458                      |
| Частной собственности | 98               | 80                         |
| Другой собственности  | 331              | 262                        |
| В общем               | 31108            | 28800                      |

Поселения волости на 1880 год:
- Твердохлебовка — бывшая государственная слобода при реке Богучар за 15 верст от уездного города, 3114 лиц, 457 дворов, православная церковь, школа, 3 лавки, 43 ветряных мельниц, 2 ярмарок в год.
- Данцова — бывшая государственная слобода при реке Богучар, 1729 человек, 227 дворов, православная церковь, 16 ветряных мельниц.
- Дерезовка — бывшая государственная слобода при реке Дон, 2363 лица, 351 двор, православная церковь, 2 лавки, 41 ветряная мельница.
- Дубовиков — бывший государственный хутор, 866 человек, 130 дворов, православная церковь, лавка, 14 ветряных мельниц.
- Загребайловка — бывшая государственная слобода при реке Богучар, 2678 человек, 321 двор, православная церковь, лавка, 31 ветряная мельница.
- Раскова — бывшая государственная слобода при реке Богучар, 2033 лица, 259 дворов, православная церковь, почтовая станция, 2 лавки.

По данным 1900 года в волости насчитывалось 10 поселений с преимущественно украинским населением, 8 сельских обществ, 282 здания и учреждения, 2083 дворовых хозяйства, население составляло 13 023 лица (6523 мужского пола и 6500 — женского).
В 1915 году волостным урядником был Алексей Федорович Чернышов, старшиной — Иван Мусиевич Никтев, волостным писарем — Кондрат Архипович Морозов.